# Happy World!
Happy World! (яп. ハッピーワールド Хаппи: Ва:рудо) — манга и аниме, про ангела-хранителя по имени Элле, на время ставшей девушкой. Аниме вышло в формате OVA, и состоит из трёх серий, две из которых являются комедией положений, а последняя драмой. Режиссёр сериала — Такаси Икэхата, мангака — Кэндзиро Такэсита.

## Сюжет
Первая серия повествует о появлении Элле на земле в качестве ангела-хранителя. Вторая рассказывает о том, как она пытается быть человеком. И первая и вторая серии содержат очень много комедийных ситуаций с элементами фансервиса. Сюжет начинается с её появления в первой серии, когда она сваливается с неба с криком «Гомэнасай!» (яп. ごめんなさい! Извините!) на Такэси, у которого был очень неудачный день. Затем она пытается быть ангелом-хранителем, но у неё это не очень удачно получается, после чего она решает превратиться в человека, и попадает ещё в ряд комичных ситуаций.
Третья серия посвящена однокласснице, больной с детства, таскающей с собой плюшевую игрушку, в которой она прячет лекарства. Несмотря на своё слабое здоровье и насмешки окружающих над её слабостью, она пытается доказать, что она достойна уважения, а не жалости или насмешек. 
Экранизация манги посвящена лишь первому тому из одиннадцати, охватывая восемь глав, шесть из которых — комические, а две — драматические. Подобна тенденция, сочетать драму и комедию характерна и для остальных томов манги. Помимо драматических вставок, манга содержит также локальные вставки и из других жанров, так например третий том манги содержит этти, с элементами трагикомедии и драмы, переходящими то в настоящую трагедию, то в комедийный фарс, а первая половина четвёртого тома является пародией на жанр ужасов. Что касается жанровой принадлежности манги, то в отличие от трёхсерийного аниме, в котором школе посвящена лишь последняя серия, и конец второй серии, в манге тема школы и школьной жизни более развита, и составляет её основное содержание.

## Персонажи

### Главные
- Элле (яп. 大村 エル Оомару Эру) — очень милая ангел-хранитель, принявшая форму девушки и часто попадающая в нелепые ситуации и прозванная за это в первой серии «не то чтобы очень полезный ангел…». Отличается умом в сочетании с безграничной наивностью и непосредственностью. После принятия облика девушки назвалась сводной сестрой Такэси из другой страны. Цвет волос при этом из золотистого стал рыжим, а нимбы (которых несколько) превратились в золотистые украшения, типа диадемы и браслетов.

Сэйю: Сатоми Ханамура
- Такэси Оомару (яп. 大村 猛 Оомару Такэси) — невезучий парень, с которым часто случаются неприятности, кого и должна хранить Элле. После того, как сгорел его дом, он живёт у своей тёти Санаэ, где его постоянно высмеивает двоюродная сестра Мотоко, которой он за это дал прозвище, связанное со спецификой её юмора. Часто недоволен вмешательством Элле, считая, что она ему больше мешает, чем помогает, а так как он обладает несколько вспыльчивым характером, то порой необдуманно обижает Элле из-за излишней горячности. В ситуациях морального выбора, когда имеет возможность обдумать свой поступок, вспоминает своего отца, который предпочёл бросить его, поступив эгоистично и делает выбор того поступка, который не стал бы выбирать его отец.

Сэйю: Масахито Ябэ
- Юриа Кусакабэ (яп. 日下部 ゆりあ Кусакабэ Юриа) — одноклассница Такэси, с очень слабым от рождения здоровьем, из-за чего не может ни бегать, ни постоять за себя (например, как в ситуации с хулиганами, отнявшими её плюшевую игрушку и затеявшими с ней «игру в собачку»). Она очень медленно ходит, отчего, порой, опаздывает на уроки. Невысокая и выглядящая младше своих одноклассников, особенно из-за того, что она постоянно носит собой плюшевую игрушку, в которой тайно хранит лекарства. Раньше училась в другой школе, где ей постоянно помогала бывшая подруга, которая однажды, разозлившись на её медлительность, сказала, что она помогает ей исключительно ради положительной школьной характеристики, что смертельно обидело Кусакабэ, которая перевелась после этого в другую школу.

Сэйю: Сатоми Коороги

### Второстепенные
- Санаэ Оомару (яп. 大村 早苗 Оомару Санаэ) — тётя Такэси, ей 29 лет, хотя у неё уже есть 17-летняя дочь Мотоко[3]. Застенчивая женщина с длинными тёмными волосами, предпочитающая в одежде белый цвет. Санаэ старается следить за тем, чтобы Такэси и Мотоко в детских ссорах не переходили границы. Кроме того, она является опекуном Такэси, который перебрался к ней в дом после пожара, после появления Элле в качестве сводной сестры Такэси, Санаэ стала также и её опекуном, и помогла ей устроиться в школу. Согласно манге работает в антикварном магазине, и любит наряды в старинном европейском стиле, шитьё которых относится к её хобби. Однажды, когда Такеэси был ещё маленьким (в первые дни, после того как оставил его отец), одела его в школу в наряд из множества рюшечек и кружев — а ля сказочный принц, который, однако, его одноклассникам из-за обилия кружев и рюшек показался «женским». К своим нарядам она иногда надевает шляпку в таком же стиле или берёт зонтик с нашитыми на него искусствеными цветами из кружев, а на всякий случай носит с собой иголку с ниткой и напёрстком. Также любит носить ленты в волосах. Что примечательно, она спит в длинном кружевном спальном платье с рюшками и в чепчике, а под платьем носит кружевные панталоны с рюшками.

Сэйю: Ай Утикава
- Мотоко Эгути (яп. 江口 素子 Эгути Мотоко) — двоюродная сестра Такэси, острая на язык, ей 17 лет. Мотоко очень часто дразнит Такэси, а после появления Элле, назвавшейся сводной сестрой Такэси, подозревает его в том, что он мечтает заняться любовью со своей сестрой, открыто восклицая на эту тему. Когда Элле впервые появилась у них в доме, то она не поверила словам Такэси, что это его сестра и посчитала, что «обнаглевший» Такэси привёл к ним жить свою девушку. В связи с её специфическим юмором (а также в связи с тем, что в детстве хихикая и дразнясь показывала Такэси журналы с эротикой), получила прозвище «эро-сестра», на которое она обижается и злится, говоря Такэси, чтобы он так её не называл. Неплохо рисует и мечтает стать настоящей мангакой. В основном она рисует животных, но встречаются и яойные рисунки. А начиная с третьего тома, додзинси от Мотоко (не то которое яой, а то которое про животных), становится бонусом к основной манге. Что касается, других увлечений, то её комната увешана игрушечным огнестрельным оружием, и выглядит как небольшой арсенал.

Сэйю: Каору Сасадзима
- Сисио Маруяма (яп. 丸山 獅子男 Маруяма Сисио) — друг и одноклассник Такэси. Самый высокий в классе, довольно нахальный, постоянно катается на роликовых коньках, в том числе и в школьных коридорах. Может в случае недовольства дать Такэси пинка, который трудно назвать дружеским. В случае же хорошего настроения поддерживает его как друг. На уроках сидит позади Такэси (парты в японских школах одноместные). При первом появлении Элле, упрекнув Такэси в том, что он не рассказывал о такой красивой сестре, пытался к ней приставать. Но затем, недобившись взаимности, переключил своё внимание на Мотоко. Однако, позднее, уже в манге, у него разгорается серьёзный роман с Кусакабэ, становящийся сквозной параллельной сюжетной лининей манги. А сам Маруяма из второстепенного персонажа превращается в одного из четырёх главных персонажей манги.

Сэйю: Такуро Накакуни

### Важные персонажи манги
персонажи являющиеся проходными в аниме (и в первом томе манги), но становящиеся ключевыми в последующих томах манги
- Неру (или Нэлл) (обычнее к ней обращаются очень почтительно Неру-сама) — архангел, обычно пребывает в форме белой кошки с глазами разного цвета, и иногда сохраняет кошачьи ушки и в других обликах. Основное занятие Неру-самы — это выполнять роль ангела смерти, то есть встречать и провожать души умерших подобно Харону, а также охранять их от посягательств демонов[4]. К сожалению, её профессия наложила на неё существенный отпечаток, от чего Неру отличается изрядным цинизмом, за что её в пору называть «ангелом хоронителем» (от слова хоронить), к примеру, она может запросто предложить убить ребёнка чтобы спасти его мать[5]. Что касается прошлого Неру, то её разные глаза являются последствием давнего ранения, когда в битве против демона она была тяжело ранена и потеряла правый глаз[6]. В том же бою была смертельно ранена её мать — архангел первого класса Ситенси Саеру[7], которая, умирая, вырвала свой глаз и отдала его Неру[6].
- Иру (или Илле) (обычнее к ней обращаются очень почтительно Иру-сама) — архангел обычно пребывает в форме белого полярного дельфина. Основное занятие помогать Неру-саме в битвах против демонов. Её помощь очень важна для Неру, вместе они способны сливаться в «Armored Union» («Бронированное Слияние») — в двойного ангела с общим телом на двоих и усиленной мощью[8]. И хотя сила Святого Сияния и возрастает в от 4 до 20 раз, подобное объединение не только подвергает объединившихся большому стрессу, но и является опасным[8].

## Манга
Большая часть томов манги не имеет сквозного сюжета (проходящего через весь том), а состоит из череды коротких историй с непременным присутствием двух главных героев манги — Такэси и Элле. Длина одной такой истории составляет от одной до четырёх глав (при длине тома от шести до восьми глав). Что касается жанровой принадлежности, то жанр этих историй меняется от комедии до драмы, иногда попадая в жанр трагикомедии. Помимо основных историй, встречаются также бонусы в виде очень коротких историй, длиной буквально в пару страниц, а также ёнком с участием Элле.
По мере развития сюжета, отрисовка школьных персонажей постепенно меняется на более взрослую. Так например, Такэси постепенно превращается из мальчика в юношу, а Элле из девочки-подростка в девушку.
| № | Дата публикации        | ISBN                    |
| --- | ---------------------- | ----------------------- |
| 01 | 2001年2月24日初版発行  | ISBN 4-08-876128-6      |
| - Глава 1: The Angel Has Come to My Hopeless Self (Ангел спустилась ко мне потерявшему надежду) история о том, как на Такэси, у которого был на редкость трудный день, состоявший из череды неудач, свалась ангел с криком «Гомэнасай!» (яп. ごめんなさい! Извините!?) жанр: трагикомедия - Глава 2: Be a Good Girl (Будь хорошей девочкой) - Глава 3: Family Game (Семейная игра) ангел-хранитель по имени Элле принявшая облик человека, пытаясь быть человеком, попадает в ряд нелепых ситуаций жанр: комедия положений - Глава 4: Train, Train (Поезд, поезд) история о том, как Такэси, нежелающий чтобы Элле всюду следовала за ним, получил её пёрышко в качестве талисмана-оберега, которое, однако, очень понравилось котёнку ехавшему в том же поезде вместе с хозяйкой жанр: трагикомедия - Глава 5: Ring (Обруч) - Глава 6: School Heaven (Школьный рай) история про приключения Элле в школе жанр: комедия - Глава 7: Runner (Бегунья) - Глава 8: Every Little Thing, Every Precious Thing (Каждая маленькая штучка, каждая ценная штучка) история про одноклассницу по имени Юрия которая, обладая слабым от рождения здоровьем, пытается доказать окружающим, что она достойна уважения, а не насмешек или жалости жанр: драма |                        |                         |
| 02 | 2001年10月24日初版発行 | ISBN 4-08-876222-3      |
| - Глава 9: Looking at Flowers (Любуясь цветами) рассказывает о том, как Такэси и Элле, выехали вместе с Мотоко и Санаэ на природу, чтобы любоваться цветением сакуры - Глава 10: Boobies (Сиськи) с одной стороны рассказывает о том, как некоторые девушки волнуются по поводу размера своей груди; с другой посвящена попытке парней подсмотреть то, как девушки проходят медкомиссию - Глава 11: Super Fast Spinner! (Сверхбыстрый жонглёр) история о том, как всю школу охватило увлечение — жонглировать авторучкой, вращая её между пальцами - Глава 12: The Shadows of Youth (Тени юности) - Глава 13: A Useless Guy (Бесполезный парень) история про одноклассника, влюбившегося в Элле жанр: романтическая трагикомедия - Глава 14: Fighting Club (Бойцовский клуб) - Глава 15: To Win or to Lose (Победить или проиграть) история о том как, насмотревшись спортивных поединков, одноклассники Такэси решили устроить Бойцовский Клуб |                        |                         |
| 03 | 2002年5月22日初版発行  | ISBN 4-08-876305-X      |
| - Глава 16: To Become a Mangaka (Стать мангакой) история о том, как Мотоко решила нарисовать додзинси жанр: комедия примечание: в следующих томах фрагменты этого «додзинси» от Мотоко идут в качестве бонуса к некоторым главам манги - Глава 17: Angel's Egg (Яйцо ангела) - Глава 18: Bubbles (Пузырьки) история о том, как Элле непорочным зачатием снесла яйцо ангела, но так как она оказалась не готова к рождению её ребёнка, её ребёнок погиб жанр: романтическая история постепенно переходящая в драму, а затем и трагедию - Глава 19: Good Morning Baby! (Доброе утро детка!) Элле плачет о погибшем ребёнке, а Такэси узнаёт от довольно циничного ангела по имени Нэру-сама о том что душу её погибшего ребёнка можно вернуть зачав ребёнка обычным способом, в результате чего душа вселится в новое тело... - Глава 20: Your Song is My Song (Твоя песня — моя песня) история о том, как Такэси пытается помочь Элле зачать ребёнка обычным способом жанр: комедия, этти - Глава 21: Invincible! (Неуязвимая!) - Глава 22: Hell (Ад) история про друга Такэси женского пола, с которой он дружит с детства, являющейся чемпионкой по кэн-до, и о том, как Элле ... её приревновала жанр: романтическая история примечание: появившись в этом томе, она становится одним из основных персонажей манги, постоянно присутствуя во всех остальных томах                                                                                 |                        |                         |
| 04 | 2002年11月24日初版発行 | ISBN 4-08-876373-4      |
| - Глава 23: Drifting Classroom (Дрейфующий класс) - Глава 24: Demonic Gluttony (Демоническое обжорство) - Глава 25: Demonic Kiss (Демонический поцелуй) - Глава 26: Demonic Creature (Демоническое создание) история о том, как весь класс, во время летних каникул, отправившись в путешествие на круизном лайнере, на следующий вечер вдруг обнаружил, что на корабле стало происходить что-то неладное жанр: пародия на ужастики - Глава 27: A Little Love Melody (Маленькая мелодия любви) история о том, как после пережитого на корабле, Сисо и Юрия стали близкими друзьями жанр: романтическая история примечание: с этого момента история отношений между Сисо и Юрии, становится сквозной сюжетной линей, присутствующей во всех остальных томах, кроме шестого - Глава 28: My Summer Vacation (Мои летние каникулы) история о том, как учитель математики, стараясь забыть свои воспоминания, повёл весь классом на природу с целью ознакомления с инсектологией жанр: драма с романтической концовкой, фоном которой служит школьная комедия - Глава 29: The One and Only Idol (Единственный и только единственный Идол) история о том, как Такэси провёл день на телевидении, в качестве эскорта своего друга детства, являющейся чемпионкой по кэн-до, а также поп-идолом жанр: романтическая комедия |                        |                         |
| 05 | 2003年8月24日初版発行  | ISBN 4-08-876482-X      |
| - Глава 30: Glass Boy (Стеклянный парень) - Глава 31: One-Night Gigolo (Жигало на одну ночь) история, начинающаяся с того как, Такэси приснился эротический сон с участием всех представительниц женского пола живущих в доме его тёти, включая и друга детства, которая после ссоры со своим отцом, оставив свой дом, переехала жить к Санаэ жанр: комедия, этти - Глава 32: Bitterness (Горечь) история про неудачи пытающейся охотиться демонессы по имени Исра, появившейся в предыдущем томе жанр: чёрная комедия - Глава 33: HERO — it’s the time to become a hero (Герой — самое время стать героем) история про то, как Такэси насмотревшись телесериала про команду супер-героев устанавливающих правосудие, и именуемых «Justices», просит Элле помочь превратиться на время в супер-героя под именем «Justice Red» («Красный Судья») жанр: пародия на сэнтай примечание: история получает своеобразное продолжение в следующих томах манги в качестве одно- двухстраничного бонуса — мини-манги называющейся «Justice Angel» («Ангел Правосудия»), про Элле одетой а-ля Судья Дредд и выносящей соломоновы судебные решенья - Глава 34: Exciting Zoo (Чудесный зоопарк) история про посещение всем классом зоопарка жанр: комедия - Chapter 35: There Friday: Decisive Battle (Пятница: Решающая Битва) завязка истории, которой посвящён весь следующий том, начинающейся с того как, отец её друга детства решил попытаться её вернуть |                        |                         |
| 06 | 2004年2月24日初版発行  | ISBN 4-08-876575-3      |
| - Глава 36: A Festival by 10 People (Фестиваль 10 человек) - Глава 37: Fighting Without Humanity and Justice (Драться без гуманности и справедливости) - Глава 38: An Area of Shadows (Зона теней) - Глава 39: Cruel Angel's Thesis (Тезис Жестокого Ангела) - Глава 40: After the Festival (После фестиваля) история о том, как отец друга детства Такэси, решил убить сразу двух зайцев: с одной стороны он пытается вернуть свою дочь, а с другой старается решить свои финансовые проблемы, возникшие из-за его чрезмерной любви к азартным играм, для чего он устроил подпольные бои с тотализатором; и в случае победы в них Хикару получит похищенного её отцом Такэси и останется жить отдельно, а в случае поражения вернётся к отцу жанр: пародия на файтинги - Глава 41: Forbidden Play (Запретные игры) история про сестру друга детства Такэси, любящую играть в игры в духе игр детей Семейки Адамс |                        |                         |
| 07 | 2004年6月23日初版発行  | ISBN 4-08-876632-6      |
| - Chapter 42: Dream Within a Dream (Сон во сне) история о том, как Такэси, вроде бы, проснувшись от кошмара, не может решить, проснулся он или нет, и реальна ли Элле жанр: сюрреалистическая история, похожая на фантасмагорию и мистику - Chapter 43: The School Block's Cafe (Кафе школьного блока) история о том, как Мотоко получила задание организовать party именуемую «Культурный Фестиваль» жанр: комедия - Chapter 44: Being a Guy is Tough (Быть парнем это круто) история о том, как учитель математики согласился на брак, предложенный свахой, согласно старинным обычаям, что вызвало у его подруги истерический смех жанр: романтическая драма - Chapter 45: I Want a Kiss (Я хочу поцелуй) история о поездке всем классом в снежные горы для катания на лыжах жанр: романтическая история - Chapter 46: Wounded Angel (Раненый ангел) - Chapter 47: She's Not an Angel: Tohma Sariel!!! (Она не ангел: Tohma Sariel!!!) завязка |                        |                         |
| 08 | 2005年2月23日初版発行  | ISBN ISBN 4-08-876733-0 |
| - Глава 48: We're Angels! (Мы — ангелы!) развязка - Глава 49: Christmas Love (Рождественская любовь) драма про Мотоко и Санаэ... - Глава 50: Kill Me With Eros (Убей меня эросом) комедия о том как, Мотоко нарисовала хэнтай, персонажами которого стали... её знакомые, друзья, подруги, родственники... - Chapter 51: The Distance of the Stars (Расстояние до звёзд) - Chapter 52: Shooting Stars (Стреляя по звёздам) - Chapter 53: Below the Many Stars (Ниже многих звёзд) завязка - Chapter 54: Orihime and Hikoboshi (Оримэ и Хикобоси) жанр: романтическая история |                        |                         |
| 09 | 2005年10月24日初版発行 | ISBN 4-08-876845-0      |
| - Chapter 55: Let's Search for Fragments of Stars (Давай искать осколки звёзд) развязка - Chapter 56: Words as a Gift (Слова как подарок) история о том, как Юрия готовится к операции жанр: романтическая история, драма - Chapter 57: Dad Returns (Возвращение папы) - Chapter 58: The Storm-Bringing Man (Человек несущий шторм) возвращение отца Такэси - Chapter 59: God Help Me! (Боже — помоги мне!) - Chapter 60: The Twilight of the Gods (Сумерки богов) история о том как Элле отправилась на небеса сдавать экзамен на получение более высокого уровня, а Такэси остался на земле |                        |                         |
| 10 | 2006年3月22日初版発行  | ISBN 4-08-877060-9      |
| - Chapter 61: Wings, Please! (Крылья, пожалуйста!) история о том, как в то время как Юрия оперируется, Сисо приложившись на соревнованиях по скейтборду головой об асфальт, попал в реанимацию жанр: романтическая комедия, драма - Chapter 62: Let's Talk About Old Times (Давай поговорим о прошлом) - Chapter 63: To the Small Ones (Самую малость) - Chapter 64: Mother at the Quay (Мама на набережной) - Chapter 65: Full Metal Jacket (Цельнометаллическая оболочка) - Chapter 66: Hell Change (Адское изменение) рассказ отца Такэси о его матери жанр: драма |                        |                         |
| 11 | 2006年7月24日初版発行  | ISBN 4-08-877121-4      |
| - Chapter 67: You Can't Put it into Words (Ты можешь выразить это словами) - Chapter 68: The Men's Journey (Путешествие человек) окончание рассказа отца Такэси о его матери жанр: драма - Chapter 69: At the End of the World (На краю света) путешествие Такэси и Элле на Ближний Восток жанр: драма - Chapter 70: Even if the World Falls from the Sky... (Даже если упадёт небо) история о том, как падший ангел решила устроить конец света жанр: апокалиптика - Chapter 71: Happy World! (Счастливый мир!) - Chapter 72: A Happy End (Хэппи-энд) финал манги |                        |                         |

## OVA-сериал

### Список серий
| |                                                                                 |            |  |
| 01 | Не очень полезный ангел спустился ко мне (どうしようもない僕に天使が降りてきた) | 13.12.2002 |  |
| У Такэси, которого несколько лет назад бросил отец, был на редкость неудачный день: только вчера у него сгорел дом, как на утро Такэси, заслушавшись, как прохожие обсуждают вчерашний пожар, споткнулся и упал прямо в собачьи экскременты. Когда Такэси мыл руки, оторвался кран, облив его с ног до головы. Разозлённый Такэси отбросил кран назад, не оглядываясь, и попал в спящую собаку, погнавшейся за ним. Убегая от собаки Такэси врезался в дерево, а под конец, на него с электрического столба свалилась огромная железка (трансформатор наружного крепления). И когда он лежал, обливаясь кровью, на него с криком «Гомэнасай!» (яп. ごめんなさい! Извините!) свалился ангел, которая сказала, что просит прощение за опоздание, так как должна была появиться ещё три дня назад. |                                                                                 |            |  |
| 02 | Погоня за удачей (Chase the Chance)                                             | 28.03.2003 |  |
| Элле, принявшая облик человека, хотела последовать за Такэси в школу, но он отказался. На что Элле сказала Такэси, что даёт ему своё пёрышко в качестве талисмана-оберега приносящего удачу, которое, когда он вертел его в руках в поезде, вырвала из его рук маленькая обезьянка, умчавшаяся с ним, и Такэси пришлось вступить в погоню за ангельское пёрышко. |                                                                                 |            |  |
| 03 | Через радугу (Over The Rainbow)                                                 | 27.06.2003 |  |
| Элле, которая теперь учится с Такэси в одном классе, подстроила так, что его выбрали старостой (президентом класса) и теперь он составляет список участников ежегодной школьной эстафеты (носящей громкое название «Марафон»), и ему советуют исключить из числа участников Кусакабэ, считая её бесполезным балластом. Кусакабэ же, хочет обязательно принять в эстафете участие, и не желает такого отношения к себе. Такэси, вспомнив, как отец бросил его, решает встать на сторону Кусакабэ, сказав, что если класс в эстафете с её участием не победит, то он обреет себе голову как монах. Услышав это, его друг Маруяма, обещает ему выложиться изо-всех сил, чтобы класс занял первое место.                                                                                            |                                                                                 |            |  |

### Различия между аниме и мангой
первая серия — главы 1-3
- прохожий который в аниме поколотил Такэси, в манге является мотоциклистом
- маленькая девочка, чуть не попавашая в аниме под поезд, в манге чуть не попала под машину
- в манге Такэси одевает Элле, превратившуюся в человека, не в свой пиджак от школьной формы, а в случайно оказавшийся с ним спортивный костюм, который он нёс собой в мешке

вторая серия — главы 4-6
- золотистый обруч (в который превратился нимб) с головы Элле в манге снимает не сам Маруяма, а Такэси после того как Маруяма желая познакомиться с Элле прикопался к её обручу, причём это происходит в присутствии того же Маруямы
- в аниме эпизод с золотистым обручем на голове происходит, уже после того как Элле произвела впечатление на учителей и одноклассников; в манге же этот эпизод происходит сразу после ухода Санаэ, а впечатление на учителей и одноклассников Элле производит уже на следующий день
- в манге отсутствует эпизод, в котором после уроков все в классе хвалят Элли и смеются над Такэси

третья серия — главы 7-8
- в аниме отсутствует эпизод, в котором Маруяма предлагает опаздывающей Кусакабэ ехать лифтом от столовой для перевозки продуктов
- разговор Элле с Неру-сама, где Неру-сама не советует Элле надолго принимать форму человека (сама Неру-сама обычно пребывает в форме кошки) в манге происходит не во время подготовки к школьной эстафете, а значительно позднее (во втором томе манги)
- в манге отсутствует эпизод, в котором Элле, задерживашись чтобы заглянуть в воспоминания Кусакабэ, опаздывает к ужину

### Музыкальные темы
- Открывающую тему под названием «Ками-сама но окуримоно ~Naked Angel~» (яп. 神様の贈り物～Naked Angel～, «Божественный подарок ~Обнажённый ангел~») исполняет Millio.
- Закрывающую тему под названием «Сиавасэ биёри» (яп. 幸せ日和, «Безоблачная погода») исполняет Сатоми Ханамура.